# Exane
Exane ist ein französischer Finanzdienstleister mit Hauptsitz in Paris. Seit 2021 ist das Unternehmen eine hundertprozentige Tochter von BNP Paribas und wurde in der Folge integriert, im Zuge einer strategischen Partnerschaft trat das Unternehmen bereits seit 2004 teilweise als BNP Paribas Exane in der Außendarstellung auf.

## Geschichte und Hintergrund
Exane wurde 1990 von vormaligen Mitarbeitern eines englischen Aktienbrokers unter dem Namen Finacor Actions et Dérivés gegründet, 1992 folgte die Umbenennung – Exane wurde als Kofferwort von „Expertise“ und „Analyse“ gewählt – und die Gründung von Verner Investissements als Mutterholding, die neben den Anschubsfinanziers ein Drittel der Anteile hält. In den folgenden Jahren expandierte das Unternehmen ins Vereinigte Königreich, die Schweiz und die Vereinigten Staaten, gleichzeitig übernahm Verner Investissements sukzessive die Mehrheit an Exane. 2004 ging die Muttergesellschaft eine strategische Partnerschaft mit BNP Paribas ein, in deren Folge 50 % der Anteile an Verner Investissements übernommen wurden und der Marktauftritt für das Aktienbrokerage in BNP Paribas Exane geändert wurde. Später erfolgte die Expansion in den asiatischen Raum sowie eine verstärkte Präsenz in verschiedenen europäischen Ländern mit der Gründung verschiedener nationaler Niederlassungen. Im März 2021 kündigte BNP Paribas an, Verner Investissements und damit Exane komplett übernehmen zu wollen. Im Juli des Jahres vermeldete die Großbank die zwischenzeitlich erfolgte regulatorische Genehmigung und den anschließenden Vollzug der Übernahme. Im November 2023 wurde die globale Integration des Unternehmens in BNP Paribas als abgeschlossen vermeldet.
Über drei Tochtergesellschaften werden seitens Exane Dienstleistungen in den Bereichen Vermögensverwaltung, Derivate und Aktienvermittlung angeboten.